# Bludenz (distrikt)
Bludenz  är ett distrikt i förbundslandet Vorarlberg i Österrike. Det gränsar i väster till Liechtenstein och i sydväst till Schweiz.
Distriktet består av 29 kommuner, varav en stadskommun och två köpingskommuner:

Kommunerna i distriktet Bludenz.

Stadskommun (Stadtgemeinde):
- Bludenz

Köpingskommuner (Marktgemeinden):
- Nenzing
- Schruns

Kommuner (Gemeinden):

- Bartholomäberg
- Blons
- Bludesch
- Brand
- Bürs
- Bürserberg
- Dalaas
- Fontanella
- Gaschurn
- Innerbraz
- Klösterle
- Lech
- Lorüns
- Ludesch
- Nüziders
- Raggal
- Sankt Anton im Montafon
- Sankt Gallenkirch
- Sankt Gerold
- Silbertal
- Sonntag
- Stallehr
- Thüringen
- Thüringerberg
- Tschagguns
- Vandans